# Tuchyňa
Tuchyňa je obec na Slovensku v okrese Ilava.

## Dějiny
Na území dnešní obce Tuchyňa bylo sídliště lužické kultury z doby halštatské, púchovské sídliště z přelomu letopočtu. Obec se připomíná od roku 1243 jako Tuhine, doložená je z roku 1259 jako Thuhene, z roku 1409 jako Tuchina, z roku 1439 jako Twchyna, maďarsky Tuchina, Tohány.
Spadala pod panství Vršatec, které tu mělo statek, část patřila tuchyňským zemanům. V roce 1598 měla 12 + 32 domů, v roce 1720 měla 29 poplatníků, v roce 1784 měla panská Tuchyňa 59 domů a 373 obyvatel, v roce 1828 měla 59 domů a 438 obyvatel, panská Tuchyňa měla 11 domů, 10 rodin a 38 obyvatel, v roce 1828 měla 8 domů a 92 obyvatel. Obyvatelé se zabývali zemědělstvím a ovocnářstvím. V roce 1901 založili potravní družstvo, v roce 1919 založili ovocný pěstitelský lihovar.
Statek Zábreh se připomíná v roce 1259, patřil hradu Trenčín.